# Ojos de Brujo
Ojos de Brujo és una banda formada a Barcelona el 1996 i dissolta el 2013. Es caracteritza per la fusió d'estils. El grup busca un punt de trobada entre el flamenc i altres estils musicals com el reggae, el hip-hop, el rock i la música electrònica.

## Història
El projecte d'Ojos de Brujo va crear-se a Barcelona, el 1996, durant unes jam sessions, de diferents músics de l'escena barcelonina del moment. D'aquests encontres van sorgir les cançons que conformaren el seu primer disc, Vengue, el 1999. S'edità a Espanya, Bélgica, Països Baixos, França, Itàlia i Alemanya i es promogué en festivals europeus.
La formació del grup s'estabilitzà en els components Ramón Giménez, Juanlu, Marina "la canillas", Xavi Turull, Panko, Sergio Ramos (ex-Wom! A2) i Maxwell Wright, però sempre comptant amb col·laboracions de tota classe. El 2001 trencaren el contracte amb la seva discogràfica Edel, optaren per l'autogestió i començaren la gira 'Abriendo puertas per tot Espanya.
El 2002 editaren Barí, de la mà de La Fábrica de Colores, un segell discogràfic que crearen i que autogestionen per la producció i edició dels seus propis treballs. En van vendre 100.000 còpies i van rebre el World Music Award for Europe de BBC Radio 3 en 2004.
El 20 de febrer de 2006, publicaren el seu tercer treball titulat Techarí a Diquela Records. Juanlu abandonà el projecte i Javier Martín passà a ser el baixista de la banda, participant ja en la gravació. Amb aquest disc aconseguiren un Grammy Latino al millor disc flamenc. En aquest àlbum col·laboraren Pepe Habichuela, Martirio, Cyber (membre d'Asian Dub Foundation) i Nitin Sawhney entre d'altres. Sortí a la venda en dues edicions diferents, una normal i l'altra deluxe il·lustrada per graffiters, il·lustradors i dibuixants de còmic de diversos països.
El 2007 editaren el seu primer disc en directe, anomenat Techarí Live, on interpreten els temes del seu darrer disc i una versió de Bob Marley del tema "Get Up, Stand Up" juntament amb Faada Freddy (DaraJ). Aquest disc va acompanyat amb un DVD d'un concert gravat a Barcelona el 22 de desembre del 2006, un documental sobre la banda i extres.

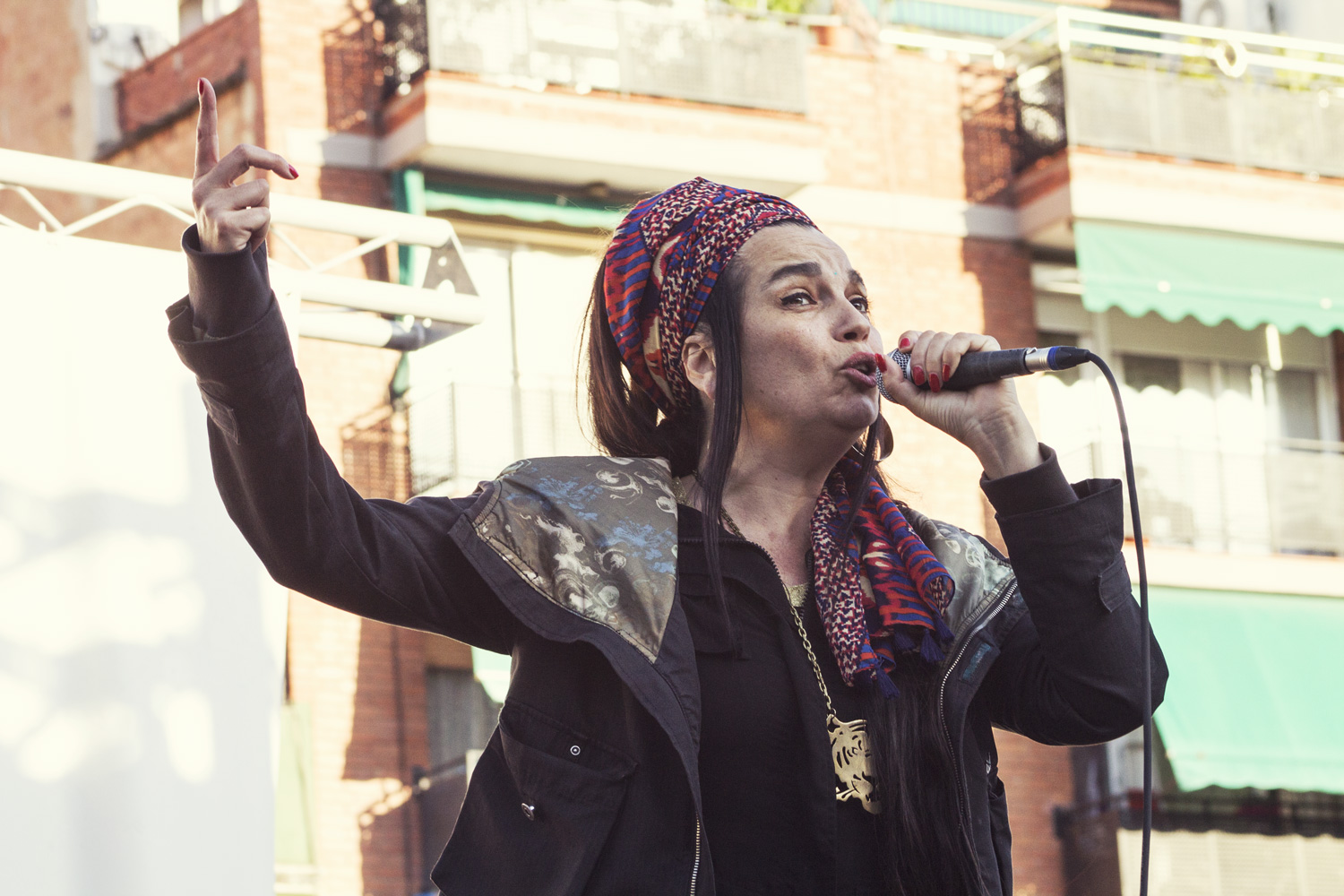
Actuació en solitari de Marinah, el 2015

El 2013 se separen i Marina inicia la seva carrera en solitari amb el nom artístic de Marinah.
El 20 de gener de 2020 va morir als 59 anys el percussionista Xavi Turull, a conseqüència d'un càncer a l'estòmac.

## Discografia
- Vengue (1999)
- Barí (2002)
- Bari: remezclas de la casa (2003)
- Techarí (2006)
- Techarí live (2007)
- Aocaná  (2009)
- Corriente Vital  (2010)

### Videografia
- Girando Barí (2005)
- Techarí live (2007)